# Ӊ
Das Ӊ (kleingeschrieben ӊ) ist ein Buchstabe des kyrillischen Alphabets, der nicht im Russischen existiert. Er besteht aus einem Н mit einem Schwanz unten rechts und ist leicht mit dem Ң zu verwechseln. 
Der kyrillische Buchstabe Н mit Schwanz wird im Kildinsamischen verwendet und repräsentiert, wie bei anderen Buchstaben mit Schwanz, einen stimmlosen sonoranten Laut (IPA [n̥]).